# Большая прогулка (альбом)
«Больша́я прогу́лка» — сольный студийный альбом советского и российского рок-музыканта, бас-гитариста, одного из основателей групп «Ария» и «Мастер» Алика Грановского, который вышел на лейбле «Мастер-консультант» в 2004 году, а в 2007 вышло ремастированное переиздание на лейбле CD-Maximum.

## История создания
Изначально выпуск альбома планировался одновременно с альбомом «Лабиринт» группы «Мастер», однако в связи со сменой состава группы запись была отложена на неопределённый срок. Работа продлилась с 1998 года по 2004 год.
В записи конца 1990-х годов принимали участие тогдашний состав группы «Мастер» — Леонид Фомин и Олег Милованов, а также сессионный клавишник Георгий Матвеев. Вместе с ними были записаны инструменталы песен «Поколение YZ», «Духи», «Джими» и «Элегия», а также инструментальная заглавная композиция и кавер на композицию группы «Rush» «YYZ». Последняя так и не вошла в альбом из-за проблем с авторскими правами. Также Грановский планировал соло на бас-гитаре «Никто не забыт, ничто не забыто» включить и в этот альбом, и в альбом «Лабиринт». Хотя выпуск альбома отложился, идея вставить соло в оба альбома осталась, и она таки вошла в альбом, с небольшим добавлением клавишных Георгия Матвеева.
В 2000-х Грановский снова вернулся к идее выпуска сольного альбома. В тот период группа в новом составе записывала саундтрек к игре «Недетские гонки», состоящий из инструментальных версий песен группы. У Грановского появилась идея вставить инструменталы песен «Таран» и «Сон» с этого саундтрека в свой сольный альбом, первую — потому что она была раритетной записью самой первой группы Грановского «Смещение», а вторую — вместо невошедшего кавера «YYZ». Также в альбом вошла немного переработанная баллада группы — «Пепел на ветру», инструментальная версия которой не вошла в саундтрек. Эти записи были сделаны вместе с Алексеем Страйком и Александром Карпухиным, а также Георгием Матвеевым.
В это же время был записан вокал к песням с альбома. Изначально вокал к песням должны были записать вокалисты, с которыми работал Грановский — Алексей «Lexx» Кравченко, Михаил Серышев, Артур Беркут и Валерий Кипелов. Однако последний отказался от исполнения песни «Элегия», в итоге, вокал к этой песне записал Серышев, а на замену Кипелову пришла Ольга Дзусова.
Бас-соло «Концерт» было взято с концерта «15 лет 1987-2002». Также в альбом планировалось вставить русскоязычную версию песни «They are just like us» с альбома «Maniac Party» под названием «Они как мы», но она вышла только в 2010 году на альбоме «VIII» группы «Мастер» в качестве бонус-трека.

## Описание альбома
Красивое и лиричное полуинструментальное произведение, в записи которого приняли участие музыканты, с которыми он работал на протяжении многих лет. Среди них: Геннадий Матвеев, Алексей Страйк, Артур Беркут, Lexx, Михаил Серышев, Леонид Фомин и Андрей «Крустер» Лебедев.
Ничего общего данный альбом не имеет с группой «Мастер», хотя и несколько композиций переиграны со старых альбомов коллектива. Хард-рок, джаз-рок, пауэр-метал и, конечно же, басовые соло Грановского делают альбом, который невозможно вписать в рамки какого-то определенного жанра. Баса на альбоме много. Хорошего, профессионального и разнообразного. Но это не главное, за исключением двух композиций бас-соло, альбом представляет собой прогулку по миру «тяжёлой» музыки в варианте Алика. Все композиции построены так, что доминирующих инструментов нет.
Композиция «Пепел на ветру» — металл-баллада с диска «Песни мёртвых» группы «Мастер», но в инструментальном варианте. Песня «Таран» была создана Аликом Грановским и Андреем «Крустером» Лебедевым давно, когда они ещё играли в группе «Смещение». Также этот трек и песня «Сон» вошли в альбом «Лабиринт» группы «Мастер», но в этом альбоме они представлены в инструментальной версии. Трек «Джими» посвящён Джими Хендриксу.
Бас-соло «Концерт» было взято с юбилейного концерта группы «15 лет 1987—2002».

## Список композиций
Все тексты написаны Маргаритой Пушкиной, вся музыка написана Аликом Грановским, кроме отмеченных.
| №   | Название                                      | Текст песни | Музыка                     | Вокал                    | Длительность |
| --- | --------------------------------------------- | ----------- | -------------------------- | ------------------------ | ------------ |
| 1.  | «Поколение YZ»                                |             |                            | Алексей «Lexx» Kравченко | 5:57         |
| 2.  | «Пепел на ветру» (инструментальная версия)    | —           |                            |                          | 3:05         |
| 3.  | «Джими»                                       |             |                            | Артур Беркут             | 6:33         |
| 4.  | «Большая прогулка» (инструментал)             | —           |                            |                          | 8:00         |
| 5.  | «Концерт» (соло, бас)                         | —           |                            |                          | 3:19         |
| 6.  | «Духи»                                        |             |                            | Ольга Дзусова            | 4:33         |
| 7.  | «Таран» (инструментальная версия)             | —           | Грановский, Андрей Лебедев |                          | 1:56         |
| 8.  | «Никто не забыт, ничто не забыто» (соло, бас) | —           |                            |                          | 3:26         |
| 9.  | «Сон» (инструментальная версия)               | —           |                            |                          | 2:28         |
| 10. | «Элегия»                                      |             |                            | Михаил Серышев           | 11:56        |

## Участники записи
- Алик Грановский — бас-гитара.
- Алексей «Lexx» Kравченко, Ольга Дзусова, Артур Беркут и Михаил Серышев — вокал.
- Леонид Фомин «LEO» — гитара (1, 3, 4, 6, 10).
- Алексей Страйк — гитара (2, 7, 9).
- Олег Милованов — ударные (1, 3, 4, 6, 10).
- Александр Карпухин — ударные (2, 5, 7, 8, 9).
- Геннадий Матвеев — клавишные (кроме 5).
- Записано в студии Master Records (Москва)

## Описание треков
- Треки «Сон», «Таран», «Никто не забыт, ничто не забыто» взяты из альбома «Лабиринт» группы «Мастер», а «Пепел на ветру» — с альбома «Песни мёртвых».
- Бас-соло «Концерт» было взято с концерта «15 лет 1987-2002». Само соло было импровизацией, начинавшейся со слэпового вступления с соло 1997 года.[5]
- Заглавная композиция «Большая прогулка» представляет собой многочастную инструментальную композицию, напоминающая джаз-роковые пьесы 70-х годов. В середину пьесы Грановский вставил цитату из композиции польской джаз-роковой команды «S.B.B.», а в некоторых местах композиция, по мнению Грановского, напоминает старый «Weather Report» и «Return To Forever» со Стэнли Кларком. Соло на бас-гитаре было тоже импровизацией.[5]
- Песня «Джими» выдержана в стиле фанк, а текст был написан из-за того, что мелодия песни напомнила Маргарите Пушкиной мелодии Джими Хендрикса.[5]
- Песня «Поколение YZ» выдержана в хард-роковом стиле с налётом прогрессива группы «Rush».[5]
- В песне «Духи» присутствуют слэповые риффы бас-гитары, но в целом композиция выдержана в хард-рок-шаффле. Текст песни был написан под веянием истории, произошедшей с французским менеджером группы Жан-Мари де Бьеном во время спиритического сеанса (сама эта история из уст Жан-Мари слышна на заднем плане во время соло).[5]
- Текст песни «Элегия» был написан в результате сотрудничества Грановского и Пушкиной (хотя это настроение не совсем присуще настроению и жизни Алика). В середине песни играется тэппинговая линия на бас-гитаре с соло 1997 года (гармония которой, по словам Грановского, удачно совпала с песней).[5]